# Sobrado (León)
Sobrado is een Spaanse gemeente in de comarca El Bierzo van de provincie León, deel van de autonome regio Castilië en León. Volgens de bevolkingscijfers van het INE van 2023 heeft de gemeente 302 inwoners. Het is een van de gemeenten in León waar Galicisch wordt gesproken.
Het reliëf van de gemeente is vrij ruig, behalve in de buurt van de rivieren Selmo en Sil. De Rio Selmo komt uit de gemeente Corullón en mondt na het doorkruisen van het dorpscentrum uit in de Sil, die de gemeentegrens markeert met Toral de los Vados en Carucedo voordat hij overgaat in de provincie Orense. Het bergachtige gebied wordt gekenmerkt door toppen die in sommige gebieden boven de 1000 meter uitkomen, waartussen enkele beekjes lopen. De hoogte van de gemeente varieert van 1107 meter hoogte (de bergpiek A Tara) in de Sierra de la Encina de Lastra, in het zuiden van het grondgebied, tot 400 meter hoogte aan de oevers van de rivier de Sil. Het dorp ligt 426 meter boven de zeespiegel.
In de gemeente liggen de dorpen en gehuchten Sobrado, Cabarcos, Friera, Cabeza de Campo, Portela de Aguiar, Requejo, Sobredo, Cancela en Aguiar.